# Насеховице
Насехови́це (пол. Nasiechowice) — село в Польше в сельской гмине Мехув Мехувского повята Малопольского воеводства.
Село располагается в 10 км от административного центра повята города Мехув и в 32 км от административного центра воеводства города Краков.
Население 390 человек (2006 год).

## История
4 июня 1943 года немецкие войска провели в селе акцию пацификации, во время которой в соседнем лесе были расстреляны 70 жителей деревни, в том числе 16 детей.
В 1975—1998 годах входило в состав Келецкого воеводства, административным центром которого являлся город Кельце (село находилось на территориях находящихся рядом с территориями административно подчинённых Кракову). С 1999 входит в Малопольское воеводство (столица Краков).